# Maria Luisa di Gonzaga-Nevers

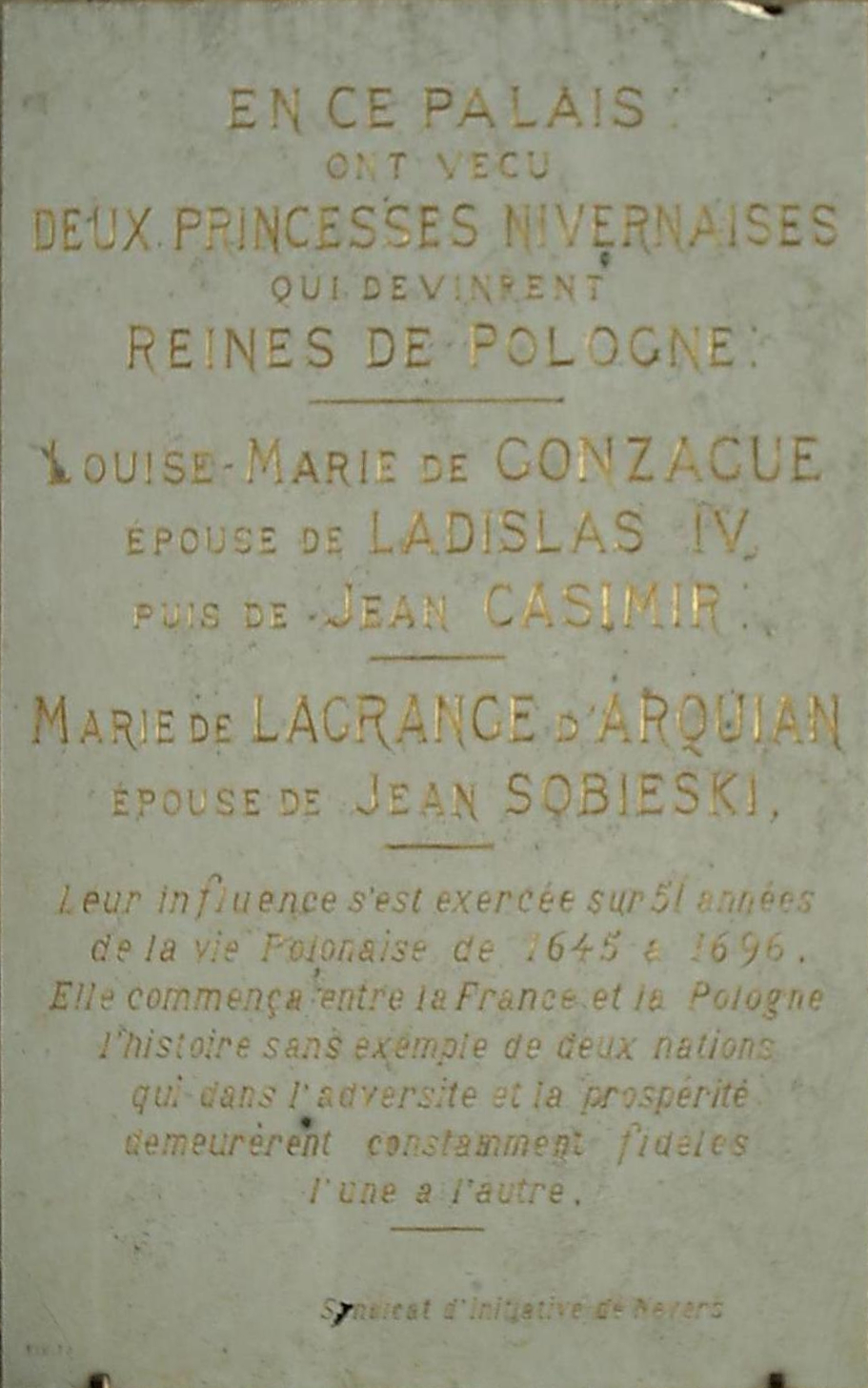
Lapide sul Palazzo Ducale di Nevers

Maria Luisa di Gonzaga-Nevers, conosciuta in Polonia col nome di Ludovica Maria (Nevers, 18 agosto 1611 – Varsavia, 10 maggio 1667), fu consorte di due Re polacchi: Ladislao IV e Giovanni II.

## Biografia
Nacque il 18 agosto 1611 a Parigi (o a Nevers) dal Principe Carlo I di Gonzaga-Nevers e di Caterina di Lorena. Dopo aver trascorso la propria giovinezza con la madre, ella avrebbe dovuto sposare il Principe Gastone d'Orléans, nel 1627, ma il Re Luigi XIII di Francia si oppose al matrimonio e successivamente la fece imprigionare nella fortezza del castello di Vincennes e successivamente in un convento.
La sua prima proposta di matrimonio verso il Re Ladislao IV di Polonia, venne formulata nel 1634, ma Ladislao sposò infine Cecilia Renata d'Austria. Nel 1640 Maria Luisa incontrò il fratello di Ladislao, Giovanni Casimiro, e diede vita al proprio salone letterario a Parigi. Cecilia Renata morì nel 1644, e il 5 novembre 1645 Maria Luisa sposò Ladislao IV per procura (Giovanni Casimiro rappresentò suo fratello). Ella dovette cambiare il proprio nome in Luisa Maria in quanto, secondo la tradizione polacca, Maria come primo nome era riservato esclusivamente alla devozione della madre di Gesù Cristo, e non poteva essere utilizzato da una regina.
Il matrimonio vero e proprio tra Luisa Maria e Ladislao IV venne celebrato a Varsavia il 10 marzo 1646. Due anni più tardi, il 20 maggio 1648, Luisa Maria si ritrovò già vedova alla morte di Ladislao IV. Giovanni Casimiro venne eletto Re successore di Polonia e Luisa Maria lo sposò il 30 maggio 1649. Dal secondo matrimonio ebbe due figli entrambi morti giovani e dati alla luce da Maria Luisa, quando ella aveva già più di quarant'anni. Ella morì a Varsavia il 10 maggio 1667 e venne sepolta a Cracovia nella Cattedrale del Castello di Wawel. Giovanni Casimiro abdicò al trono polacco l'anno successivo.
Luisa Maria viene ricordata dalle cronache come una donna attiva ed energica, con piani ambiziosi di politica ed economia. La nobiltà polacca si trovò più volte scandalizzata dalla presenza della Regina consorte negli affari di stato, ma ella giocò ad ogni modo un ruolo non indifferente nel reprimere le forze svedesi durante gli scontri che avvennero nei regni dei suoi due mariti. Luisa Maria fondò inoltre il primo giornale polacco, il Merkuriusz Polski (Il Mercurio Polacco, 1652), e il primo convento polacco dell'ordine delle visitandine (1654).

## Discendenza
Maria Luisa e Giovanni Casimiro ebbero due figli:
- Maria Anna Teresa (1650-1651);
- Giovanni Sigismondo (1652).

## Ascendenza
|                               |                      |                            | Genitori                    |  |  | Nonni |  |  | Bisnonni            |  |  | Trisnonni            |  |
|                               |                      |                            |                             |  |  |       |  |  | Federico II Gonzaga |  |  | Francesco II Gonzaga |  |
|                               |                      |                            |                             |  |  |       |  |  | Federico II Gonzaga |  |  | Francesco II Gonzaga |  |
|                               |                      | Isabella d'Este            |                             |  |  |       |  |  | Federico II Gonzaga |  |  |                      |  |
| Ludovico Gonzaga-Nevers       |                      |                            |                             |  |  |       |  |  | Federico II Gonzaga |  |  |                      |  |
|                               |                      | Margherita Paleologa       | Guglielmo IX del Monferrato |  |  |       |  |  |                     |  |  |                      |  |
|                               |                      | Margherita Paleologa       | Guglielmo IX del Monferrato |  |  |       |  |  |                     |  |  |                      |  |
|                               |                      | Margherita Paleologa       | Anna d'Alençon              |  |  |       |  |  |                     |  |  |                      |  |
| Carlo I di Gonzaga-Nevers     |                      | Margherita Paleologa       |                             |  |  |       |  |  |                     |  |  |                      |  |
|                               |                      | Francesco I di Nevers      | Carlo II di Cleves Nevers   |  |  |       |  |  |                     |  |  |                      |  |
|                               |                      | Francesco I di Nevers      | Carlo II di Cleves Nevers   |  |  |       |  |  |                     |  |  |                      |  |
|                               |                      | Francesco I di Nevers      | Maria di Albret             |  |  |       |  |  |                     |  |  |                      |  |
| Enrichetta di Nevers          |                      | Francesco I di Nevers      |                             |  |  |       |  |  |                     |  |  |                      |  |
|                               |                      | Margherita di Vendôme      | Carlo IV di Borbone-Vendôme |  |  |       |  |  |                     |  |  |                      |  |
|                               |                      | Margherita di Vendôme      | Carlo IV di Borbone-Vendôme |  |  |       |  |  |                     |  |  |                      |  |
|                               |                      | Margherita di Vendôme      | Francesca d'Alençon         |  |  |       |  |  |                     |  |  |                      |  |
| Maria Luisa di Gonzaga-Nevers |                      | Margherita di Vendôme      |                             |  |  |       |  |  |                     |  |  |                      |  |
|                               | Francesco I di Guisa | Claudio I di Guisa         |                             |  |  |       |  |  |                     |  |  |                      |  |
|                               | Francesco I di Guisa | Claudio I di Guisa         |                             |  |  |       |  |  |                     |  |  |                      |  |
|                               | Francesco I di Guisa | Antonia di Borbone-Vendôme |                             |  |  |       |  |  |                     |  |  |                      |  |
| Carlo di Guisa                | Francesco I di Guisa |                            |                             |  |  |       |  |  |                     |  |  |                      |  |
|                               |                      | Anna d'Este                | Ercole II d'Este            |  |  |       |  |  |                     |  |  |                      |  |
|                               |                      | Anna d'Este                | Ercole II d'Este            |  |  |       |  |  |                     |  |  |                      |  |
|                               |                      | Anna d'Este                | Renata di Francia           |  |  |       |  |  |                     |  |  |                      |  |
| Caterina di Lorena            |                      | Anna d'Este                |                             |  |  |       |  |  |                     |  |  |                      |  |
|                               |                      | Onorato II di Savoia       | Renato di Savoia-Villars    |  |  |       |  |  |                     |  |  |                      |  |
|                               |                      | Onorato II di Savoia       | Renato di Savoia-Villars    |  |  |       |  |  |                     |  |  |                      |  |
|                               |                      | Onorato II di Savoia       | Anna Lascaris               |  |  |       |  |  |                     |  |  |                      |  |
| Enrichetta di Savoia          |                      | Onorato II di Savoia       |                             |  |  |       |  |  |                     |  |  |                      |  |
|                               |                      | Jeanne de Foix             | Alain de Foix               |  |  |       |  |  |                     |  |  |                      |  |
|                               |                      | Jeanne de Foix             | Alain de Foix               |  |  |       |  |  |                     |  |  |                      |  |
|                               |                      | Jeanne de Foix             | Françoise de Montpezat      |  |  |       |  |  |                     |  |  |                      |  |
|                               |                      | Jeanne de Foix             |                             |  |  |       |  |  |                     |  |  |                      |  |